# Balle (petit épeautre)

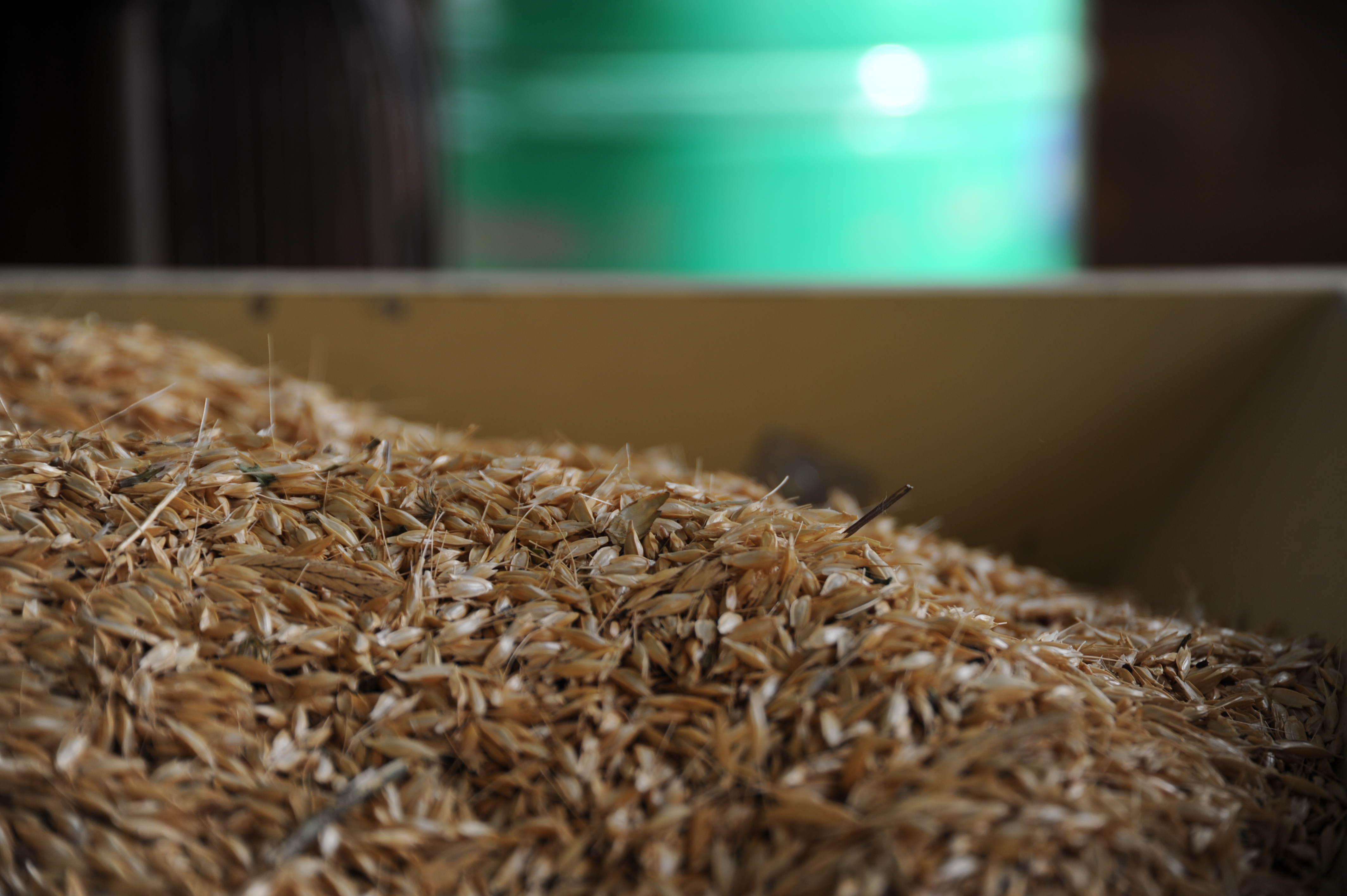
Balles et grains de petit épeautre de Haute-Provence avant décorticage.

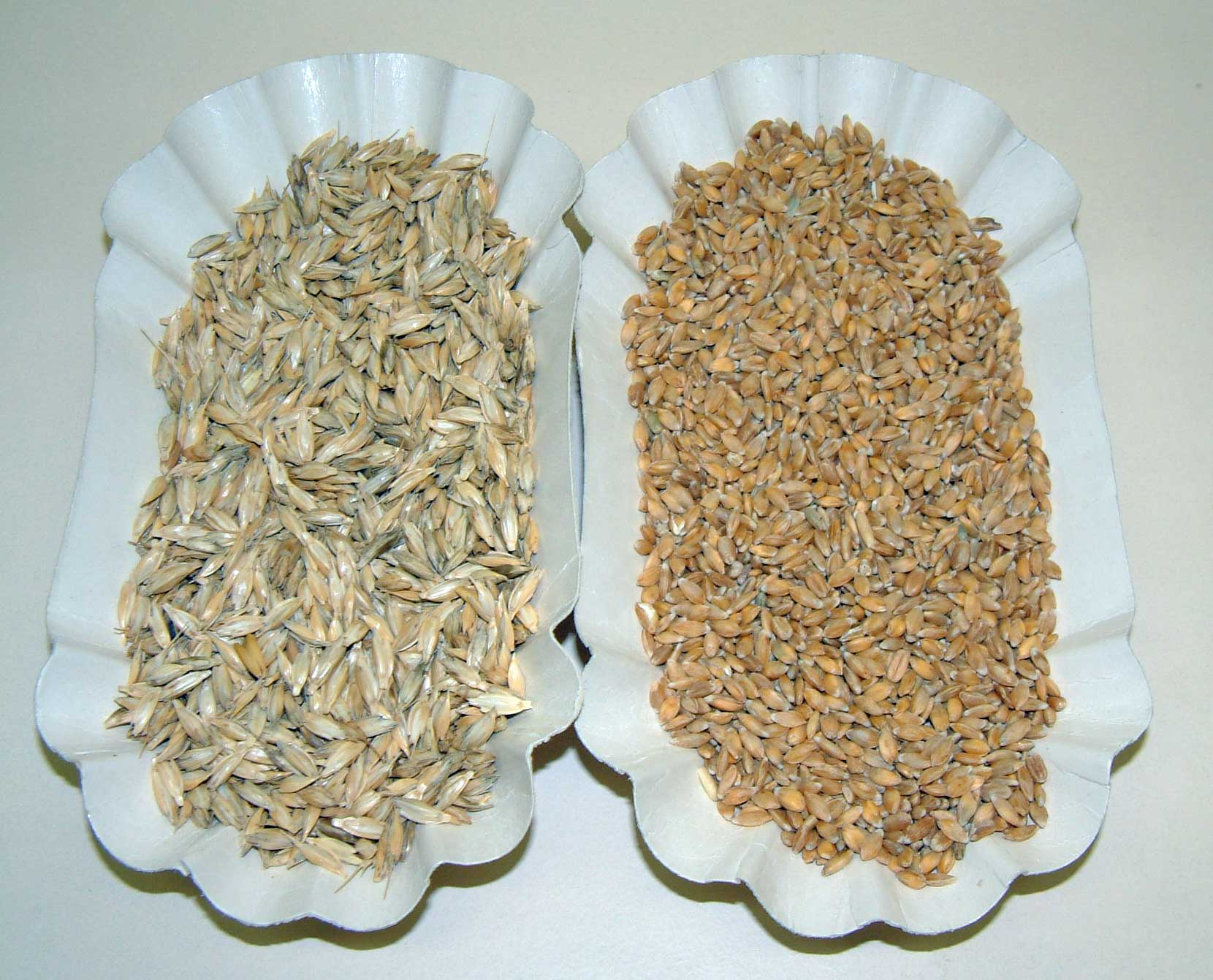
Engrain avec la balle (à gauche) et après décorticage (à droite).

La balle (ou bale) du petit épeautre (ou engrain) est un sous-produit issu du décorticage de la céréale. Elle est constituée de l'ensemble des glumes et glumelles qui renferment le grain. Après avoir protégé la graine pendant sa croissance, la balle peut être utilisée comme matériau de construction (isolation, décoration), litière animale, fourrage pour coussins, engrais ou carburant.

## Décorticage
Contrairement à d'autres céréales, pour que le grain soit consommable, il est nécessaire de lui ôter les glumes et glumelles. L'opération de décorticage est réalisée, après le battage, à l'aide de différentes techniques : cylindres rotatifs, tamisage, aspiration, etc.

## Propriétés

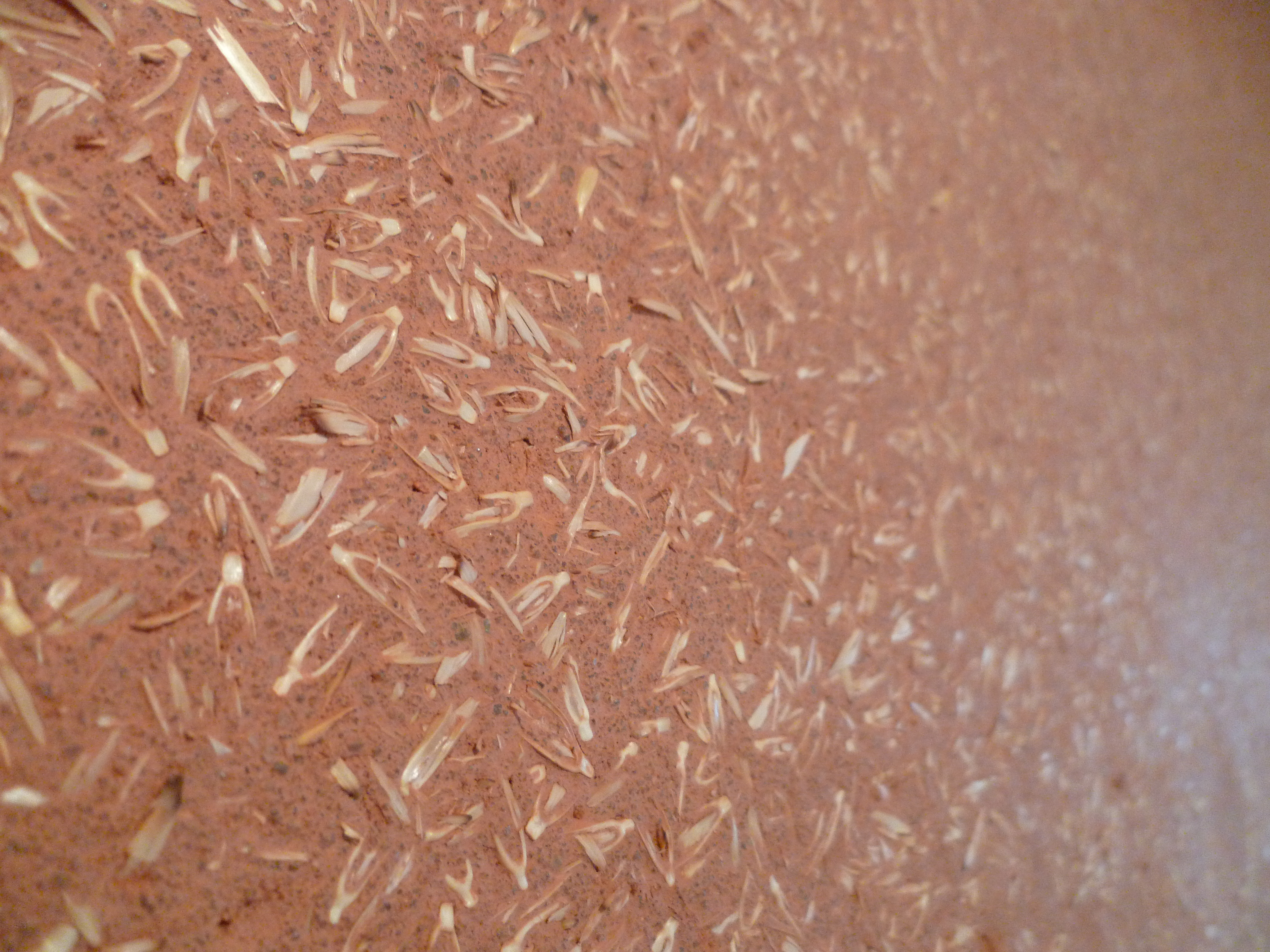
Alliance de balles et terre crue.

La proportion de balle résultant du décorticage du petit épeautre peut représenter plus de 40 % de la récolte. Le produit obtenu est d'une couleur jaune-beige, de consistance dure, plus résistante que celle du riz, la fourche étant plus développée. La balle brute possède une densité d'environ 150 kg/m3. Riche en silice (environ 35 %), elle est pratiquement imputrescible et non appétente pour les nuisibles. La teneur en cellulose représente plus de 60 % de la masse,.
La balle de petit épeautre peut être utilisée comme fond de litière pour les étables des bovins ou les écuries des chevaux, parfois même utilisée pour des toilettes sèches. Elle est parfois employée comme combustible. De par sa teneur en silice, la balle brûle très mal. Les installations l'utilisant ainsi doivent être soigneusement conçues pour éviter une combustion incomplète provoquée par la haute teneur en cendres.
La masse volumique de la balle brute en vrac est environ 150 kg/m3.
Son pouvoir isolant, variable en fonction de la densité de mise en œuvre, fait de la balle de petit épeautre un matériau d'isolation intéressant à employer dans la construction :
- par voie sèche : lambda < 0,065 W m−1 K−1[4] ;
- par thermocompression[5] : sous forme de panneaux ;
- en enduit : en alliance avec de la terre crue, et des ocres.

Toute l'information technique sur l'utilisation des balles en isolation est rassemblée par l'association « Bâtir en balles »